# Liste der Kulturdenkmäler in Norheim
In der Liste der Kulturdenkmäler in Norheim sind alle Kulturdenkmäler der rheinland-pfälzischen Ortsgemeinde Norheim aufgeführt. Grundlage ist die Denkmalliste des Landes Rheinland-Pfalz (Stand: 2. August 2023).

## Einzeldenkmäler
| Bezeichnung                       | Lage                                | Baujahr                           | Beschreibung | Bild                           |
| --------------------------------- | ----------------------------------- | --------------------------------- | --- | ------------------------------ |
| Brücke                            | Nahestraße Lage                     | erste Hälfte des 19. Jahrhunderts | einbogige Brücke, Bruchstein, wohl aus der ersten Hälfte des 19. Jahrhunderts                                                                       | Fotos hochladen                |
| Evangelische Kirche               | Rotenfelser Straße 39 Lage          | 1901                              | historisierender Putzbau, Renaissancemotive, bezeichnet 1901                                                                                        | weitere Bilder Fotos hochladen |
| Haus am Tunnel                    | Rotenfelser Straße 59 Lage          | erste Hälfte des 19. Jahrhunderts | klassizistisches Wohn-(und Kelter?)haus, erste Hälfte des 19. Jahrhunderts                                                                          | Fotos hochladen                |
| Mühle                             | Rotenfelser Straße 60 Lage          | 1726                              | ehemalige Mühle; Krüppelwalmdachbau, bezeichnet 1726 und 1821, zusammengehörig mit Stallscheunen auf der anderen Straßenseite, eine bezeichnet 1825 | BW                             |
| Katholischer Pfarrhof             | St.-Martin-Straße 11 Lage           | 1764                              | ehemaliger katholischer Pfarrhof; massiver Spätbarockbau, bezeichnet 1764, im Kern eventuell älter                                                  | Fotos hochladen                |
| Wegekreuz                         | St.-Martin-Straße, bei Nr. 14a Lage | 1770                              | barockes Missionskreuz, bezeichnet 1770 | Fotos hochladen                |
| Katholische Pfarrkirche Hl. Kreuz | St.-Martin-Straße 19 Lage           | ab dem 13. Jahrhundert            | neugotischer Bruchsteinbau, 1864, Kreisbaumeister Neumann, Bad Kreuznach, ehemaliger Chorturm aus dem 13. Jahrhundert, 1911 aufgestockt             | Fotos hochladen                |
| Tunnelportal                      | nordöstlich des Ortes Lage          | um 1870                           | Tunnelportal der Bahnstrecke Bingen–Saarbrücken, Sandsteinquader, Formen der Burgenarchitektur, um 1870                                             | Fotos hochladen                |